# كوفرهام
كوفرهام هي قرية في كوفرديل في يوركشاير ديلز في شمال يوركشاير ، إنجلترا تقع على بعد ميلين (3.2 كم) غرب مدينة ميدلهام .

## تاريخ
تم ذكر كوفرهام في كتاب دوميزدي عام 1086, عندما احتفظ به الكونت آلان من بريتاني . أصبحت مركزا لأبرشية كبيرة في شرف ريتشموند في نورث ريدنج اوف يوركشاير ، والتي تضمنت بلدات كوفرهام مع أغليثورب وكالدبيرج مع إيست سكرافتون وكارلتون هايدال وكارلتون تاون وميلمربي ووست سكرافتون . أصبحت كل هذه البلدات رعايا مدنية منفصلة في عام 1866.
في تعداد 2011 ، تم تضمين قرية كوفرهام في أبرشية ميلمربي ، التي كان بها 213 شخصا . في عام 2015 ، قدر مجلس مقاطعة شمال يوركشاير أن عدد سكان كوفرهام وأغليثروب كان 90 .

## أبنية بارزة
أنقاض دير كوفرهام المدرج من الدرجة الأولى في القرية ؛الموقع ليس لديه وصول للجمهور .
يعود تاريخ كنيسة الثالوث المقدس إلى القرن الثالث عشر وأصبحت زائدة عن الحاجة في عام 1985 . إنه مبنى تاريخي محمي من الدرجة الثانية * .يقال أن هناك منحدرا في الزاوية الجنوبية الشرقية حيث يكون التدرج شديد الانحدار ، حتى لو كنت في المقبرة لا يمكنك رؤية الكبيسة او سماع أجراس الشلال المجاور . دفن الفارس الفائز بالتاج الثلاثي هاري جريمشو في باحة الكنيسة.
جسركوفرهام ، جسر من القرون الوسطى فوق غطاء النهر ، خو نصب تذكاري قديم مجهول ومبنى محمي من الدرجة الثانية *.
المزار السياحي فوربيدن كورنر ، حديقة حماقة ، موجودة أيضا في القرية .